# Província de Çankırı
Çankırı és una província de Turquia al nord-est d'Ankara. La capital és la ciutat de Çankırı.

## Districtes
La província de Çankırı està dividida en 12 districtes:
- Atkaracalar
- Bayramören
- Çankırı
- Çerkeş
- Eldivan
- Ilgaz
- Kızılırmak
- Korgun
- Kurşunlu
- Orta
- Şabanözü
- Yapraklı